# Leslie Manigat
Leslie Manigat, född 16 augusti 1930 i Port-au-Prince, död 27 juni 2014 i Port-au-Prince, var en haitisk politiker. Han var president i Haiti 7 februari–20 juni 1988.